# IMDS
IMDS (engl. für International Material Data System; deutsch Internationales Materialdatensystem) ist ein global standardisiertes Austausch- und Verwaltungssystem für Materialdaten in der Automobilindustrie.
Das System wird seit 2001 in mittlerweile neun Sprachversionen durch DXC Technology (bzw. durch deren Rechtsvorgänger EDS, HP und HPE) zur Verfügung gestellt. Nutzer des IMDS sind 53 Automobilhersteller und mehr als 120.000 Lieferanten in der Automobilindustrie. (Stand Oktober 2021)
In den IMDS-Materialdaten werden die werkstofflichen und chemischen Zusammensetzungen von Bauteilen, Halbzeugen und Werkstoffen deklariert. Hauptnutzen der IMDS-Materialdaten ist die Absicherung und der Nachweis gesetzlicher Stoffregulierungen für komplette Fahrzeuge und deren Ersatzteile. Im Weiteren werden IMDS-Materialdaten als eine Datenquelle zur Berechnung der Recyclingquote nach ISO 22628 in der Systemgenehmigung Recyclingfähigkeit der EU-Typgenehmigung genutzt.
IMDS-Materialdaten werden von den Automobilherstellern für alle Fahrzeugklassen genutzt und entsprechend in den Lieferantenketten über Lieferverträge eingefordert. Aufgrund verschärfter gesetzlicher Stoffregulierungen und Informationspflichten, z. B. nach Artikel 33 der REACH-Verordnung, werden IMDS-Materialdaten im Weiteren für Ersatzteile und Zubehörteile eingefordert.
Ziel des IMDS ist es, die nationale und internationale Gesetzgebung zu erfüllen, denen Automobilhersteller und Zulieferer durch Standards und rechtliche Vorschriften, insbesondere im Umweltbereich, unterliegen. 
Jeder Fahrzeughersteller und Zulieferer ist verantwortlich für alle Aspekte seines Produktes und den gesamten Lebenszyklus von der Herstellung, Nutzung, Recycling bis zur Entsorgung. Weiterhin sind die Hersteller verpflichtet, Daten über die Materialzusammensetzung der im Automobil verwendeten Produkte bereitzustellen, um die ursprüngliche Materialzusammensetzung zu rekonstruieren und in Gefahrstufen einzuordnen. Die Automobilhersteller haben somit einen Informationsbedarf an der Zusammensetzung der verwendeten Komponenten ihrer Produkte.
Mit Hilfe eines Materialdatenblattes werden diese Informationen auf Bauteilebene erfasst.
Die Hauptforderung der Automobilhersteller besteht darin, alle Daten eines Materialdatenblattes, eines Bauteils, eines Zusammenbaus, Baugruppe und eines ganzen Automobils zusammenzufassen und analysieren zu können. Das ist durch die gezielte Auswertung und das Zusammenfassen der einzelnen Materialdatenblätter des IMDS möglich. 
Die MDB sind gegen Zugriff von außen und Manipulation gesichert. Der Zugang zum IMDS ist beschränkt, auch das System selbst ist vor unberechtigtem Zugriff von außen geschützt.
Das Internationale Materialdaten-System basiert unter anderem auf den Anforderungen der Richtlinie 2000/53/EG über Altfahrzeuge und der deutschen Altfahrzeugverordnung. Die Altfahrzeugrichtlinie verpflichtete die Fahrzeugindustrie bis zum 1. Januar 2006, mindestens 85 Prozent des durchschnittlichen Fahrzeuggewichts der Verwertung und Wiederverwertung zuzuführen. Seit dem 1. Januar 2015 sind mindestens 95 Prozent des durchschnittlichen Fahrzeuggewichts der Verwertung und Wiederverwertung zuzuführen.
Für das IMDS müssen alle Werkstoffe einer Klassifizierung nach VDA 231-106 zugeordnet sein. 
Die dem IMDS zu Grunde liegende Liste der weltweit in KFZ ausweispflichtigen Stoffe GADSL ist ein Instrument zur Kommunikation von Stoffverboten in den Werkstoffen und dient hier gleichzeitig als Basis zur Kontrolle bei der Freigabe des Materialdatenblattes für das jeweilige Bauteil durch den betreffenden Automobilhersteller.